# حبيل أهل بقش

تعديل مصدري - تعديل

حبيل أهل بقش هي إحدى قرى عزلة سباح بمديرية سباح التابعة لمحافظة أبين، بلغ تعداد سكانها 27 نسمة حسب تعداد اليمن لعام 2004.